# I Don't Want to Change You
I Don't Want to Change You is een nummer van de Ierse singer-songwriter Damien Rice uit 2014. Het is de eerste single van zijn derde studioalbum My Favourite Faded Fantasy.
"I Don't Want to Change You" is een rustige ballad. Het nummer werd een klein hitje in Ierland, Nederland en België. Het bereikte de 59e positie in Ierland, het thuisland van Rice. In Nederland haalde het nummer de 4e positie in de Tipparade, en in Vlaanderen kwam het tot de 2e positie in de Tipparade.